# Hannu Kapanen
Hannu Kapanen (* 13. März 1951 in Kontiolahti) ist ein ehemaliger finnischer Eishockeyspieler und -trainer, der in seiner aktiven Zeit von 1970 bis 1985 unter anderem für die Jokerit Helsinki, HIFK Helsinki und Jokipojat Joensuu in der SM-liiga gespielt hat. Seine beiden Söhne Sami und Kimmo sowie sein Enkel Kasperi sind ebenfalls professionelle Eishockeyspieler.

## Karriere
Hannu Kapanen begann seine Karriere als Eishockeyspieler in der Saison 1970/71 bei HJK Helsinki. Es folgte eine Spielzeit bei Karhu-Kissat Helsinki, ehe er abwechselnd erneut für HJK und Karhu-Kissat auf dem Eis stand. Vor der Saison 1974/75 erhielt Kapanen einen Vertrag bei Jokerit Helsinki, für die er die folgenden drei Spielzeiten zunächst in der SM-sarja und ab 1975 in der SM-liiga aktiv war. Im Sommer 1977 erhielt der Angreifer einen Vertrag bei deren Ligarivalen HIFK Helsinki, mit dem er 1980 Finnischer Meister wurde. Anschließend wechselte er in die zweitklassige I divisioona, in der er bis zu seinem Karriereende 1985 für Jokipojat Joensuu spielte.
Im Anschluss an seine aktive Karriere wurde Kapanen Trainer bei KalPa Kuopio in der SM-liiga, das er in der Saison 1993/94 betreute. Mit seiner Mannschaft verpasste er als Zehnter jedoch die Playoffs, so dass er nach der Saison den Verein verließ. Anschließend unterschrieb er einen Vertrag bei deren Ligarivalen HIFK Helsinki, den er die folgenden beiden Spielzeiten betreute, ehe er das Traineramt bei HPK Hämeenlinna übernahm, mit dem er 1997 Dritter wurde. Für diesen Erfolg erhielt er zudem die Kalevi-Numminen-Trophäe als beste Trainer der Saison. Weitere Stationen für Kapanen als Cheftrainer waren Jokerit Helsinki im Spieljahr 1998/99 und die Espoo Blues zwischen 2001 und 2003. 
Im Jahr 2005 wurde Kapanen in die finnische Hockey Hall of Fame aufgenommen. 

### International
Für Finnland nahm Kapanen an der A-Weltmeisterschaft 1976 teil. Des Weiteren stand er im Aufgebot Finnlands bei den Olympischen Winterspielen in Innsbruck im selben Jahr. 1998 gewann er als Cheftrainer der finnischen Auswahl die Junioren-Weltmeisterschaft.

## Erfolge und Auszeichnungen
- 1980 Finnischer Meister mit HIFK Helsinki
- 1997 Finnischer Dritter mit HPK Hämeenlinna
- 1997 Kalevi-Numminen-Trophäe